# Boulton Paul Overstrand
Boulton Paul P.75 Overstrand byl britský dvouplošný bombardér vyvinutý společností Boulton & Paul Ltd. Poprvé vzlétl roku 1933. Ve službě byl v letech 1934–1941. V době uvedení do služby již byl zastaralý, ale do historie se zapsal jako první letoun vybavený motoricky ovládanou střeleckou věží.

## Vývoj
Roku 1928 britské královské letectvo přijalo do služby bombardovací dvouplošník Boulton Paul Sidestrand, který dosahoval na svou dobu relativně vysoké rychlosti až 225 km/h. Kritizováno u něj bylo otevřené přední střeliště, v němž byl střelec vystaven silným proudům vzduchu, takže mohl jen obtížně mířit, navíc se potýkal s velkým chladem a mimo jiné mu hrozilo omrznutí prstů. V roce 1932 ministerstvo letectví objednalo vývoj upravené verze letounu, která by tento problém řešila. Společnost Boulton Paul nabídla projekt bombardéru P.70, který byl vybaven uzavřenou motoricky poháněnou střeleckou věží a ve své konstrukci využíval prvků bombardérů Sidestrand a prototypu poštovního letounu Boulton Paul P.64 Mailplane. Přestože byl návrh P.70 odmítnut, jeho věž byla využita při modernizaci typu Sidestrand. Mezi další patřila uzavřená pilotní kabina, průhledný kryt zlepšující pracovní komfort hřbetního střelce, topný systém pro posádku a výkonnější pohonné jednotky. Jelikož letoun měl nést více pum, byla rovněž zpevněna konstrukce trupu. Odpovídalo tomu i původní označení Sidestrand Mk.V, které bylo na Overstrand změněno až v průběhu zkoušek prototypu.
První prototyp Overstrandu vznikl přestavbou bombardéru Sidestrand Mk.III (J9186). Dokončen byl v srpnu 1933 a ve stejném roce poprvé vzlétl. V roce 1933 byl rovněž představen veřejnosti na přehlídce nových letounů na letišti v Hendonu. Poznatky ze zkoušek prototypu byly využity při přestavbě Sidestrandu Mk.III (J9770) na druhý prototyp. Poté byly přestavěny ještě dva letouny Sidestrand Mk.III (J9179 and J9185). Britské královské letectvo převzalo celkem 28 letounů, z toho 24 nově vyrobených letounů.
Dne 24. ledna 1935 byly letouny Overstrand zařazeny do výzbroje 101. bombardovací perutě RAF. Ve výzbroji letek A a B nahradily bombardéry Sidestrand, přičemž větší počet vyrobených letounů umožnil i zřízení letky C. Osádky si nový letoun oblíbily. Vzhledem k zastaralé koncepci Overstrand zůstal v prvoliniové službě jen krátce. Roku 1938 jej u 101. perutě nahradily bombardéry Bristol Blenheim. Dosloužily při výcviku. Definitivně byly vyřazeny v květnu 1941. Zbývající letouny byly sešrotovány. Nedochoval se žádný.

## Konstrukce
Letoun byl celokovový dvoumotorový dvouplošník s pevným záďovým podvozkem. Pilot pracoval v uzavřeném kokpitu. Pro svou obranu nesl tři 7,7mm kulomety Lewis. Jeden byl v pneumaticky poháněné střelecké věži v přídi, druhý ve hřbetním střelišti a třetí ve střelišti pod trupem. Unesl až 680 kg pum. Obvyklý náklad představovaly dvě 227kg pumy a dvě 113kg pumy. Letoun poháněly dva hvězdicové motory Bristol Pegasus II.M.3 o výkonu 430 kW (580 hp), které roztáčely čtyřlisté kovové vrtule. Maketa přídě letounu je vystavena v Norfolk and Suffolk Aviation Musuem.

## Jednotky
- 101. bombardovací peruť RAF
- 144. bombardovací peruť RAF – roku 1937 krátce zapůjčeny čtyři letouny

## Specifikace

### Technické údaje
Údaje podle
- Osádka: 3–4 (pilot, přední střelec/bombometčík, zadní střelec/radista, případně ještě navigátor/druhý pilot)
- Rozpětí: 29,2 m
- Délka: 14,3 m
- Výška: 4,8 m
- Nosná plocha: 91 m2
- Hmotnost prázdného letounu: 3630 kg
- Vzletová hmotnost: 5167 kg
- Pohonná jednotka: 2× hvězdicový motor Bristol Pegasus II.M.3
- Výkon pohonné jednotky: 430 kW (580 hp)

### Výkony
- Maximální rychlost: 254 km/h
- Dostup: 6490 m
- Dolet: 877 km

### Výzbroj
- 3× 7,7mm kulomet Lewis
- 680 kg pum